# Ян Пілецький (краківський каштелян)
Ян Пілецький (пол. Jan Pilecki; близько 1405 — наприкінці 1476) — польський шляхтич, державний діяч та урядник Королівства Польського. Представник роду Пілецьких гербу Леліва.

## Життєпис
Народився близько 1405 року. Син краківського каштеляна Вінцентія Грановського та його другої дружини Ельжбети Пілецької, яка 1417 року стала третьою дружиною короля Владислава II Ягайла і була донькою Оттона з Пілиці гербу Леліва — львівського старости.). Брат Яна Оттон помер до 1420 року. Після смерті матері король опікувався долею пасинків, в тому числі Я. Пілецьким.
На початку 1420-х король за сприяння матері Я. Пілецького надав йому право зверхника над ленниками ярославськими і титул графа. Ян Длугош стверджував, що цей титул скасував канцлер Войцех Ястшембець (пол. Wojciech Jastrzębiec), який відмовився ставити печатку на королівській грамоті.
У 1430 р. ручався королю за Яна Длугоша з Недзельська. До 1450 р. частіше називався Ян Грановський. Принаймні з 1450 р. резидував головно у замку в Ланьцуті, в якому свого часу часто перебував король Владислав II під час поїздок до Русі (1421, 1423, 1424, 1427, 1431, 1433, 1434 роки). Після варненської катастрофи, де загинув король Владислав ІІІ, він разом з Пйотром Куровським і королевою Софією почали докладати зусиль для обрання новим королем Казимира Ягайловича, тоді Великого князя Литовського.
На листопадовому Сеймі 1472 в Пйотркуві став краківським каштеляном.
Помер наприкінці 1476 року.

## Сім'я
Дружина — Ядвіга Куровська (пол. Jadwiga Kurowska), донька сандецького і люблінського каштеляна Пйотра Куровського гербу Шренява. Діти:
- Станіслав — підкоморій перемиський, помер 1493
- Ян — руський і сандомирський воєвода
- Ото (Оттон, помер 1504)
- Барбара — дружина руського воєводи Станіслава з Ходча.[3]